# Ⳟ
Cette page contient des caractères spéciaux ou non latins. S’ils s’affichent mal (▯, ?, etc.), consultez la page d’aide Unicode.
Ⳟ (minuscule : ⳟ), appelé ngi vieux nubien, est une lettre de l’alphabet copte utilisée dans l’écriture de l’ancien nubien.

## Utilisation
Le ngi vieux nubien est utilisé en ancien nubien pour transcrire une consonne nasale vélaire voisée [ŋ]. Elle est probablemement formée de deux gammas ‹ ⲅ › superposés ou d’un gamma avec un signe diacritique,.

## Représentations informatiques
Le ngi vieux nubien peut être représenté à l’aide des caractères Unicode (Grec et copte) suivants :
| lettres   | représentations | chaînes de caractères | points de code | descriptions                            |
| --------- | --------------- | --------------------- | -------------- | --------------------------------------- |
| majuscule | Ⳟ               | Ⳟ                     | U+2CDE         | lettre majuscule copte ngi vieux nubien |
| minuscule | ⳟ               | ⳟ                     | U+2CDF         | lettre minuscule copte ngi vieux nubien |